# Maarten de Vos (journalist)

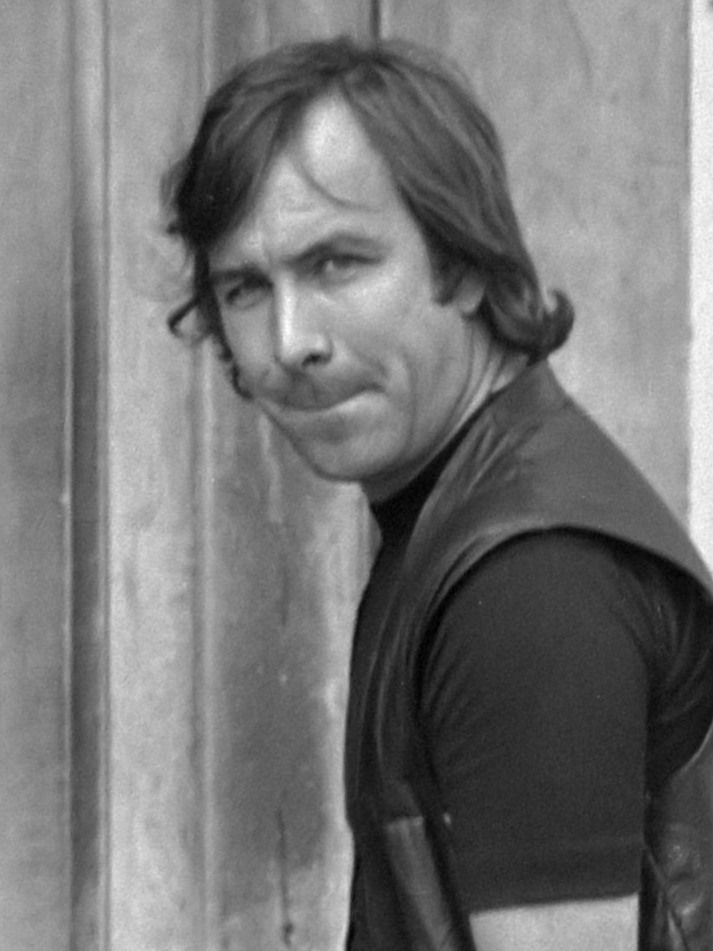
Maarten de Vos (1972)

Maarten de Vos (Den Haag, 17 juli 1941 – 22 maart 2012) was een Nederlands sportjournalist, marketeer en regisseur.
Volgens de NOS was De Vos in de jaren zeventig een van de meest vooraanstaande sportjournalisten. Hij werkte in die periode voor het dagblad De Tijd. Hij introduceerde het interview na de wedstrijd met spelers en trainers, en ook het "kleedkamerverhaal". Ook regisseerde hij de documentaire "Nummer 14: Johan Cruijff" (1973). Journalist Auke Kok noemt hem in zijn boek 1974: Wij waren de besten de uitvinder van de term totaalvoetbal.
Maarten de Vos was de oprichter van Inter Football, een bedrijf actief op het gebied van sportmarketing.
In 1988 werd hij, in een rol als spelersmakelaar, genoemd in de zwartgeldaffaire van Ajax. Hij werd echter vrijgesproken van valsheid in geschrifte en het faciliteren van een strafbaar feit.

## Boeken
- De Ajacieden, 1971[10]

## Films
- Nummer 14: Johan Cruijff; 1973, regisseur, documentaire[11][12]

## Trivia
- De Vos was de bedenker van de bijnaam De Kromme voor Willem van Hanegem.[13]